# Валио (Тревизо)
Валио је насеље у Италији у округу Тревизо, региону Венето.
Према процени из 2011. у насељу је живело 425 становника. Насеље се налази на надморској висини од 7 м.